# Криворізький район (1923—2020)
Криворі́зький райо́н — колишня адмніністративно-територіальна одиниця, розташована на північному заході Дніпропетровської області.

## Загальні відомості
Районний центр — місто Кривий Ріг. Утворено у 1923 році. Населення становить 44 886 осіб (на 1 лютого 2012 року).
Виходячи з географічної специфіки міста Кривого Рогу, яке простяглося в довжину більше, ніж на 50 км, такі ж параметри має і район, який межує з П'ятихатським, Софіївським, Апостолівським, Широківським районами, Миколаївською та Кіровоградською областями.
Загальна його площа становить 134724 га, водні ресурси 2897 га. В районі знаходяться 89 населених пунктів і мешкають 44,5 тис. осіб.

## Географія
Район розташований у степовій зоні. Поверхня здебільшого рівнинна, місцями хвиляста, розчленована ярами та балками. Північна частина являє собою відроги Придніпровської височини, висота якої з північного заходу на південний схід поступово зменшується. Балки ж характеризуються невеликими водозбором та стрімкими схилами.
Територією району протікають річки Інгулець, Саксагань, Бокова, Боковенька, Кам'янка.
Річкові долини на півдні Криворіжжя, де Придніпровська височина переходить в Інгулецько-Нікопольську низовину, не глибокі, але широкі, мають розвинуті тераси. Вододіли цієї рівнини — плоскі.
Ґрунтовий покрив району складають чорноземи звичайні і чорноземи південні. В заплавах річок, балках зустрічаються лучно-чорноземні ґрунти, чорноземи солонцюваті. Зустрічаються також лучно-солонцюваті і лучно-болотні ґрунти.

### Клімат
| Клімат Кривого Рогу                                                                                        | Клімат Кривого Рогу | Клімат Кривого Рогу | Клімат Кривого Рогу | Клімат Кривого Рогу | Клімат Кривого Рогу | Клімат Кривого Рогу | Клімат Кривого Рогу | Клімат Кривого Рогу | Клімат Кривого Рогу | Клімат Кривого Рогу | Клімат Кривого Рогу | Клімат Кривого Рогу | Клімат Кривого Рогу |
| Показник                                                                                                   | Січ.                | Лют.                | Бер.                | Квіт.               | Трав.               | Черв.               | Лип.                | Серп.               | Вер.                | Жовт.               | Лист.               | Груд.               | Рік                 |
| Абсолютний максимум, °C                                                                                    | 13                  | 19                  | 23,5                | 29                  | 35,8                | 36,4                | 38,6                | 39,6                | 32,2                | 31,7                | 21,7                | 15,3                | 39,6                |
| Середній максимум, °C                                                                                      | −2                  | 0                   | 4                   | 13                  | 21                  | 24                  | 26                  | 25                  | 20                  | 13                  | 5                   | 0                   | 12                  |
| Середня температура, °C                                                                                    | −5                  | −3,6                | 1,3                 | 9,5                 | 15,9                | 19,5                | 21,1                | 20,5                | 15,6                | 8,8                 | 3,0                 | −1,6                | 8,8                 |
| Середній мінімум, °C                                                                                       | −7                  | −6                  | −1                  | 5                   | 10                  | 13                  | 15                  | 14                  | 11                  | 4                   | 1                   | −3                  | 5                   |
| Абсолютний мінімум, °C                                                                                     | −27,2               | −27,3               | −21                 | −8,9                | −1,6                | 2,8                 | 7,3                 | 5                   | −3,7                | −10                 | −18,6               | −24,5               | −27,3               |
| Норма опадів, мм                                                                                           | 40                  | 32                  | 28                  | 41                  | 42                  | 64                  | 54                  | 42                  | 31                  | 30                  | 35                  | 44                  | 483                 |
| --- | ------------------- | ------------------- | ------------------- | ------------------- | ------------------- | ------------------- | ------------------- | ------------------- | ------------------- | ------------------- | ------------------- | ------------------- | ------------------- |
| Джерело: Клімат Кривого Рогу. meteoprog.ua. Архів оригіналу за 18 лютого 2009. Процитовано 30 травня 2015. |                     |                     |                     |                     |                     |                     |                     |                     |                     |                     |                     |                     |                     |

Над територією Кривого Рогу сформувався своєрідний мікроклімат «острова тепла». У місті тепліше на 1,8 °C. Особливо це помітно в холодний період року. Також більше опадів, туманів, часто з низьких хмар і пило-газових викидів підприємств та автомобілів взимку утворюються смог, знижені дози сонячної радіації.

## Історія
Криворізький район було створено у 1923 році. У 1959 р. через реорганізацію сільських районів було ліквідовано. Його територія розділилася і відійшла частинами до складу Софіївського, Широківського, Апостолівського та П'ятихатського районів області. У 1965 році район було поновлено.

## Адміністративний поділ
Район у межах з 17 липня 2020 року має поділ на 15 територіальних громад, в тому числі 3 міські, 2 селищні та 10 сільських громад (в дужках - їх адміністративні центри):
- Міські:
  - Криворізька міська територіальна громада (місто Кривий Ріг),
  - Апостолівська міська територіальна громада (місто Апостолове),
  - Зеленодольська міська територіальна громада (місто Зеленодольськ);
- Селищні:
  - Софіївська селищна територіальна громада (смт Софіївка),
  - Широківська селищна громада (смт Широке),
- Сільські:
  - Вакулівська сільська територіальна громада (село Вакулове),
  - Глеюватська сільська територіальна громада (село Глеюватка),
  - Гречаноподівська сільська територіальна громада (село Гречані Поди),
  - Грушівська сільська громада (село Грушівка),
  - Девладівська сільська громада (селище Девладове),
  - Карпівська сільська громада (село Карпівка),
  - Лозуватська сільська громада (село Лозуватка),
  - Нивотрудівська сільська громада (село Нива Трудова),
  - Новолатівська сільська громада (село Новолатівка),
  - Новопільська сільська громада (село Новопілля).

### Історичний поділ району (до 2020)
Адміністративно-територіально мав поділ на 2 селищні ради та 17 сільських рад, які об'єднували 89 населених пунктів та підпорядковані Криворізькій районній раді. Адміністративний центр — місто Кривий Ріг, яке має статус міста обласного значення, тому не входить до складу района.

#### Найбільші населені пункти
| №  | Населений пункт | Населення, осіб (2001) |
| -- | --------------- | ---------------------- |
| 1  | Лозуватка       | 6 730                  |
| 2  | Радушне         | 3 366                  |
| 3  | Новопілля       | 2 047                  |
| 4  | Вільне          | 1 782                  |
| 5  | Красівське      | 1 657                  |
| 6  | Христофорівка   | 1 556                  |
| 7  | Глеюватка       | 1 371                  |
| 8  | Широке          | 1 337                  |
| 9  | Софіївка        | 1 316                  |
| 10 | Недайвода       | 1 156                  |

## Економіка
Економічну основу району забезпечує аграрний сектор.
У процесі реформування агропромислового комплексу, з 2000 року, в районі створено 38 товариств з обмеженою відповідальністю, 159 селянських фермерських господарств та виділилися 745 одноосібних власників землі, 2 підсобних і 1 селянський фермерський кооперативи та 10 інших недержавних сільгосппідприємств.
У цілому по району нараховується сільськогосподарських угідь 109,2 тис.га, з них ріллі, яка перебуває в обробітку всіма формами власності, 87,8 тис.га. Крім цього, в районі є 3700,9 га садів, 10855 га пасовищ та 474 га сінокосів.
Сільськогосподарські підприємства району займаються виробництвом продукції рослинництва (зернових, овочевих та кормових культур) та тваринництва.

## Транспорт
Транспортну особливість Криворізького району головним чином зумовлює розташування близько на 70 км із північного сходу на південний захід міста Кривий Ріг. З одного боку, лише один автошлях проходить довжиною понад 50 км через весь Кривий Ріг. Також варто зауважити, що Кривий Ріг з давніх-давен відомий якістю своїх доріг, тому існуючі об'їзні автошляхи використовуються як крайній засіб, бо містом, незважаючи на трафік та світлофори, їхати швидше.
Автомагістраль національного значення Н23 із Кропивницького на Запоріжжя — Каховку через Мар'янське проходить фактично центром містом через дублюючі дороги є дуже швидким та зручним коридором, тому 14 км проходяться за 20-30 хв. Водночас також існує транспортний коридор Н11 Дніпро на Вознесенськ — Миколаїв через Новий Буг має менше транспортне навантаження, на відміну від першого, проте так само через дублюючі автошляхи 33 км Кривим Рогом проходяться за 40-45 хвилин.
Територією району проходять автошляхи: Н11, Н23, Р74 та Т 0434.
Криворізький район у плані залізничного розвитку так само дуже залежить від комунікацій Кривого Рогу, проте набагато більше через його промислові ресурси, а саме через ГЗК, шахти, відвали, відвальні хвости, які щодня розростаються районом. Відтак майже анекдотичною ситуацією виглядає такий факт: відстань між кінцевою станцією для більшості поїздів північно-східного прямування Кривий Ріг-Головний та наступною, де стають усі поїзди станцією Рокувата, 22 км, які поїзди через проходження територією промвиробництва їдуть з обмеженням швидкості до 25 км на годину, проходять за 50 хв. Водночас проїхати містом від однієї станції до іншої займе хвилин 35-40.
Тож залізничний рух районом відбувається на трьох напрямках: північно-східному, північно-західному та південному. Виокремивши усі станції Кривого Рогу, у районі лишаються сім станцій: дві вузлові залізничні станції: Грекувата та Мусіївка, сортувальна станція Кривий Ріг-Сортувальний та ще 4 станції Гейківка, Карачуни, Пічугіно та Радушна.
Зупинні пункти: 20 км, 27 км, 39 км, 45 км, 61 км, 77 км, 79 км, 86 км та 91 км.

## Населення
Розподіл населення за віком та статтю (2001)
| Стать | Всього | До 15 років | 15-24 | 25-44 | 45-64 | 65-85 | Понад 85 |
| --- | ------ | ----------- | ----- | ----- | ----- | ----- | -------- |
| Чоловіки | 20 129 | 3896        | 3015  | 5765  | 5083  | 2292  | 78       |
| Жінки | 23 629 | 3733        | 2951  | 5957  | 6164  | 4331  | 493      |
| \| Статево-вікова піраміда \| Статево-вікова піраміда \| Статево-вікова піраміда \| \| ----------------------- \| ----------------------- \| ----------------------- \| \| Чоловіки \| Вік \| Жінки \| \| 78 \| 85 + \| 493 \| \| 130 \| 80-84 \| 476 \| \| 375 \| 75-79 \| 1061 \| \| 867 \| 70-74 \| 1488 \| \| 920 \| 65-69 \| 1306 \| \| 1580 \| 60-64 \| 2146 \| \| 800 \| 55-59 \| 1107 \| \| 1265 \| 50-54 \| 1436 \| \| 1438 \| 45-49 \| 1475 \| \| 1772 \| 40-44 \| 1728 \| \| 1425 \| 35-39 \| 1566 \| \| 1276 \| 30-34 \| 1326 \| \| 1292 \| 25-29 \| 1337 \| \| 1366 \| 20-24 \| 1335 \| \| 1649 \| 15-20 \| 1616 \| \| 1668 \| 10-14 \| 1625 \| \| 1246 \| 5-9 \| 1208 \| \| 982 \| 0-4 \| 900 \| |        |             |       |       |       |       |          |
| Статево-вікова піраміда |        |             |       |       |       |       |          |
| Чоловіки | Вік    | Жінки       |       |       |       |       |          |
| 78 | 85 +   | 493         |       |       |       |       |          |
| 130 | 80-84  | 476         |       |       |       |       |          |
| 375 | 75-79  | 1061        |       |       |       |       |          |
| 867 | 70-74  | 1488        |       |       |       |       |          |
| 920 | 65-69  | 1306        |       |       |       |       |          |
| 1580 | 60-64  | 2146        |       |       |       |       |          |
| 800 | 55-59  | 1107        |       |       |       |       |          |
| 1265 | 50-54  | 1436        |       |       |       |       |          |
| 1438 | 45-49  | 1475        |       |       |       |       |          |
| 1772 | 40-44  | 1728        |       |       |       |       |          |
| 1425 | 35-39  | 1566        |       |       |       |       |          |
| 1276 | 30-34  | 1326        |       |       |       |       |          |
| 1292 | 25-29  | 1337        |       |       |       |       |          |
| 1366 | 20-24  | 1335        |       |       |       |       |          |
| 1649 | 15-20  | 1616        |       |       |       |       |          |
| 1668 | 10-14  | 1625        |       |       |       |       |          |
| 1246 | 5-9    | 1208        |       |       |       |       |          |
| 982 | 0-4    | 900         |       |       |       |       |          |

## Соціально-гуманітарна сфера
Науково-дослідна робота в районі представлена Державним дослідним господарством «Червоний шахтар», яке займається виведенням нових цінних порід великої рогатої худоби.
Щодо освіти, то в районі налічується 24 школи, з яких 17 — середні, а також 2 школи-садки. На території Криворізького району розташовано 28 дошкільних дитячих закладів, а також районна заочна школа для сільської молоді з філіями.
Система охорони здоров'я на сьогодні представлена районною лікарнею, 3 дільничними лікарнями, 6 амбулаторіями та 40 фельдшерсько-акушерськими пунктами, а також районною санепідстанцією, обласним протитуберкульозним диспансером, обласною психоневрологічною лікарнею, обласним психоневрологічним інтернатом.
Культурний потенціал району — це 29 сільських будинків культури та клубів, при яких працюють 118 колективів художньої самодіяльності і музичних гуртків, 4 з яких мають звання народних. При кожній сільській раді працює сільська бібліотека.
На території району є 25 футбольних полів, 6 спортивних залів. На базі кожної школи створені спортивні клуби. Ведеться підготовча робота щодо створення районної дитячо-юнацької спортивної школи та відновлення роботи футбольного спортивного товариства «Колос».
На території району вздовж узбережжя Карачунівського водосховища розташовано 60 баз відпочинку, що належать різним підприємствам м. Кривого Рогу.

## Персоналії
- Олександр Поль першим знайшов корисні копалини — залізну руду у Кривбасі.

## Політика
25 травня 2014 року відбулися Президентські вибори України. У межах Криворізького району були створені 33 виборчі дільниці. Явка на виборах складала — 55,55 % (проголосували 18 373 із 33 076 виборців). Найбільшу кількість голосів отримав Петро Порошенко — 47,18 % (8669 виборців); Олег Ляшко — 10,16 % (1867 виборців), Юлія Тимошенко — 9,39 % (1726 виборців), Сергій Тігіпко — 7,35 % (1350 виборців), Анатолій Гриценко — 5,09 % (936 виборців). Решта кандидатів набрали меншу кількість голосів. Кількість недійсних або зіпсованих бюлетенів — 2,08 %.